# Adrianus Petit Coclico

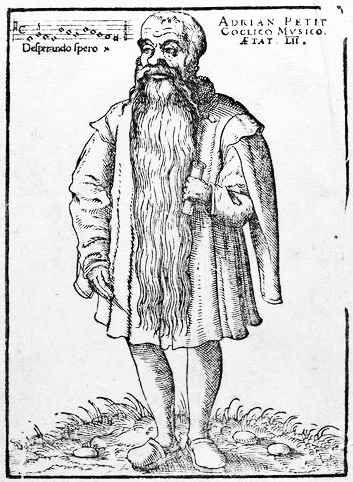
Adrianus Petit Coclico. Anonimo, 1552.

Adrianus Petit Coclico (1499 – Copenaghen, dopo settembre 1562) è stato un compositore fiammingo del Rinascimento.

## Biografia
Come per molti compositori del Rinascimento, molto poco si conosce sui primi anni della sua vita. Nacque come cattolico ma divenne protestante e lasciò le Fiandre per trasferirsi in Germania. Le prime notizie documentate lo trovano all'Università di Wittenberg nel 1545, ed egli affermò in seguito di essere stato allievo di Josquin des Prez e di essere stato al servizio di Enrico VIII, alla Corte di Francia e al servizio del Papa, ma gli studiosi non sono stati finora in grado di confermare queste sue affermazioni.
Coclico fece domanda per il posto di capo della musica a Wittenberg, componendo un pezzo, andato smarrito, su un testo di Filippo Melantone, nel 1546, ma il posto gli venne negato. Si sposò in questo periodo, ma sua moglie lo abbandonò presto, ed i suoi tentativi di ottenere lo scioglimento dell'unione non ebbero successo.
Egli si spostò quindi a Francoforte sull'Oder ed ivi fondò una società di musicisti con alcuni membri del circolo dell'umanista Jodocus Willich. Caduto in ristrettezze economiche lasciò Francoforte per Stettino nel 1547, dove gli venne nuovamente negato un incarico. Nel settembre di quello stesso anno si laureò all'Università di Königsberg ed entrò al servizio del duca di Prussia. Lì venne coinvolto in una disputa su argomenti religiosi con alcuni luterani, ed egli disse di essere stato imprigionato a causa della sua religione. In ogni caso, fu capace di mantenere il suo posto fino al 1550, e in quel periodo ebbe un figlio con la sua governante.
Coclico si spostò quindi a Norimberga, dove insegnò musica e pubblicò una collezione di suoi mottetti, Consolationes piae, e un trattato di teoria musicale, Compendium musices, editi da Johannes Berg nel 1552. Nulla di lui si conosce fino al 1555, quando una fonte lo dà presente a Schwerin, ma non ebbe molta fortuna così si trasferì a Wismar, dove ottenne il posto di maestro del coro per un breve periodo. Perse l'incarico per aver chiesto un compenso troppo elevato, e si trasferì a Copenaghen, dove divenne cantore e musicista alla Corte di Cristiano III e Marcellus Amersfortius. Dopo la morte di sua moglie, si risposò e di lui non risultano tracce a partire dal settembre 1562. Da ciò si presume che possa esser morto di lì a poco.

## Opere
- Consolationes piae: musica reservata (41 mottetti, Norimberga, 1552)
- Disc bone clerices (4 voci)
- Nulla quidem virtus (5 voci)
- Si consurrexistis (8 voci)
- Venite exultemus Domino (5 voci)